# Michaeloplia ralla
Michaeloplia ralla är en skalbaggsart som beskrevs av Marc Lacroix 1997. Michaeloplia ralla ingår i släktet Michaeloplia och familjen Melolonthidae. Inga underarter finns listade i Catalogue of Life.